# Малий Гідропарк (острів)
Острів Малий Гідропарк — піщаний алювіальний острів поблизу східного узбережжя острова Венеційський у Русанівській протоці (3,14 га, 50.443402, 30.584189) в межах Дніпровського району м. Києва.

## Формування
Острів Малий Гідропарк являє собою східний фрагмент колишньої ділянки лівобережної заплави, яка пізніше оформилася як острів Венеційський. Венеційський вперше став островом лише на короткий період з 1877 по 1884 рр. пізніше було збудовано три загати на Русанівській протоці, внаслідок чого вона перетворилася на ланцюжок озер. Вдруге і до сьогоднішнього часу Венеційський став островом у 1960 р. після штучного поглиблення Русанівської протоки. Хоча звичайно і раніше урочище перетворювалося на острів щорічно під час дніпрових розливів. Під час цих розливів вода заповнювала внутрішню протоку Венеційського. Входячи в острів з північного сходу, ця протока одразу повертала під гострим кутом на схід. Сучасний острів Малий Гідропарк власне складав ліву губу початку цього рукава, яка згодом була «відмита» від Венеційського острова та перетворилася на окремий острів, який ми бачимо на мапі 1960 р. Попри те, що Малий Гідропарк станом на 1961 р. був окремим островом, на мапах пізнішого періоду він інколи позначався досить умовно, інколи навіть як півострів.

## Природна цінність
Наразі острів Малий Гідропарк перетворився на вкритий заплавним лісом заповідний куточок. Його цінність полягає в, тому що він є діяльну колишньої лівобережної заплави Дніпра, яка внаслідок своєї не великої висоти досі зазнає весняного затоплення, а отже зберегла близький до природного гідрорежим. Водночас він є малодоступним для людей. Весь острів вкритий заплавним лісом з тополі чорної (Populus nigra) та верби білої (Salix alba). На берегах острова мешкають бобри.

## Загрози
Трансформація природного середовища, рекреаційний прес.

## Охорона
Острів Тополевий увійшов під номером 26 до заповідної зони регіонального ландшафтного парку "Дніпровські острови". В перспективі острів має отримати статус пам’ятки природи місцевого значення та увійти до заповідної зони проектованого Національного природного парку "Дніпровські острови"